# Liedblad

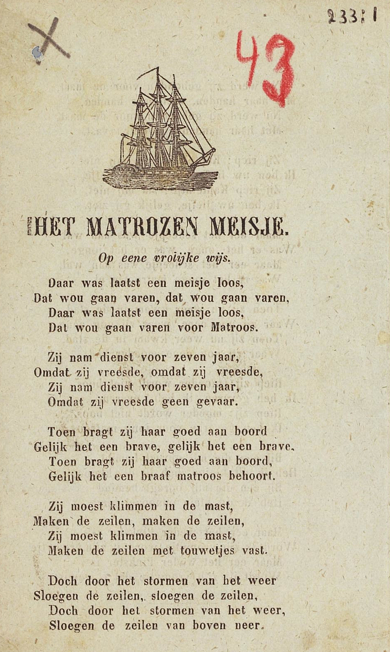
Liedblad met liedje 'Daar was laatst een meisje loos'. De wijsaanduiding vermeldt enkel: 'Op eene vrolijke wijs'. De houtsnede van een schip geeft het onderwerp weer. (Collectie Meertens Instituut).

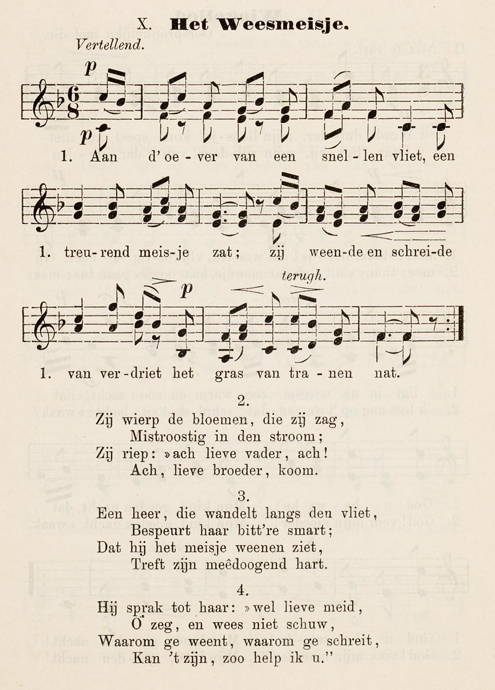
Het liedje 'Aan d' oever van een snellen vliet'. Dit liedblad bevat tweestemmige muzieknotatie. (Collectie Meertens Instituut).

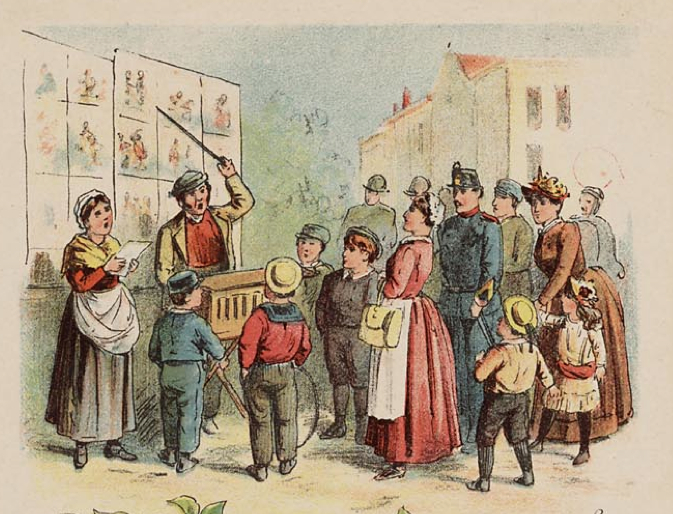
Straatzangers met een liedblad en een roldoek. In: De kijkkast en andere vermaken (1892), een prentenboek over de kermis.

Een liedblad is een los vel papier waarop een of meerdere liedteksten zijn gedrukt. Soms is het vel aan één zijde bedrukt, soms aan beide zijden. Ook kunnen enkele bladen in elkaar gevouwen zijn, met een wat groter aantal afgedrukte liedjes. Er kan een afbeelding (meestal een houtsnede) bij de liedtekst staan.
Liedblaadjes werden gedrukt van de zestiende tot en met de eerste helft van de twintigste eeuw. De liedjes werden gedrukt op zeer goedkoop papier en waren bedoeld als tijdelijk gebruiksvoorwerp. De liedblaadjes bevatten soms ook muzieknotatie. Vaak zijn de teksten geschreven op een bestaande, al bekende melodie (dit verschijnsel wordt een contrafact genoemd) en wordt die melodie aangegeven met een wijsaanduiding (bijvoorbeeld: "Op de wijze van: Des winters als het regent"). In het geval van een nieuwe melodie, leerde men deze door naar de straatzanger te luisteren.
De straatzangers of marktzangers, zoals ze in België werden genoemd, zongen en verkochten hun liederen op straten, pleinen, markten, op de kermis of bij mensen aan de deur. Soms ging het om beroepszangers, soms om arme, werkeloze of gebrekkige mensen, die zo een karig inkomen probeerden te vergaren. De straatzangers of marktzangers verspreidden enerzijds het laatste nieuws (politieke ontwikkelingen, rampen, moorden, enz.) en boden anderzijds verstrooiing en vermaak (met liefdesliedjes, drinkliederen, kluchtliedjes, zeemansliederen, geestelijke liederen, verhalende liederen, enz.). De liedzanger en tevens liedbladverkoper had vaak een oprolbare doek (een 'roldoek') naast zich hangen, waarop de inhoud van het lied was afgebeeld als een soort stripverhaal. De liedblaadjes werden verkocht voor een paar cent per stuk. De naam van de tekstdichter (soms een en dezelfde als de liedzanger) werd zelden op het liedblad afgedrukt.
De liedjes op liedbladen worden straatliederen genoemd. Straatliederen zijn volksliedjes die werden gezongen en op losse liedbladen verkocht door straat- of marktzangers vanaf de zestiende tot en met de twintigste eeuw.
Een liedblad kan tot het pamflet worden gerekend, als de inhoud van het lied naar de actualiteit verwijst (bijv. een politiek of maatschappelijk onderwerp) en er een bepaalde opvatting in wordt uitgedragen.

## Liedbladencollecties en liedboeken
- Collectie liedbladen Moormann, ruim 1200 liedbladen (Meertens Instituut)
- Collectie liedbladen Wouters, ruim 4300 liedbladen (KB en Meertens Instituut)
- Collectie liedbladen, Erfgoedbibliotheek Hendrik Conscience (Antwerpen)[5]
- Verzameling volks- en straatliedjes, Collectie Nijhoff, ca. 380 liedjes (UB Leiden)[6]
- Collectie Gijsbers, ong. 160 liedbladen (Meertens Instituut)[7]
- Collectie Karremans, ong. 100 liedbladen (Meertens Instituut)[8]
- Liedbladen gedrukt door Van Paemel, Gent, ong. 50 liedbladen (Koninklijke Bibliotheek)[9]

Liedboeken met straatliedjes
- De kist van Pierlala. Straatliederen uit het geheugen van Nederland, red. L.P. Grijp en M. de Bruin (2006)
- Het straatlied, liedboek met straatliederen, samengesteld door Wouters en Moormann (1933)
- De Schreeuwende kat-soe, Op zyn wagen. Pak maar weg, Stuk voor Stuk, Voor vier Stuyvers. Zingende de Aldernieuwste Liederen die Hedendaags gesongen worden (Amsterdam, 1751-1800)
- De vrolyke kramer, met Klyn Jans pleizierig en vermakelyk mars-dragend hondje. Bestaende in de aangenaamste Gezangen, op de Nieuwste en hedendaagsche Voizen (Amsterdam, ca. 1780)

De liedbladen van de collecties Wouters en Moormann zijn ontsloten en online te raadplegen in de Nederlandse Liederenbank van het Meertens Instituut.